# کلیسای توما
کلیسای آشوری توما ساختمانی مربوط به دوره پهلوی دوم در تهران است. این اثر که توسط داوید اوشانا، معمار آشوریِ ایرانی، طراحی شده، در سال ۱۳۳۸ خورشیدی (۱۹۵۹ میلادی) ساخته شده است. کلیسای توما یک کلیسای انجیلی پروتستان و متعلق به آشوریان است. این بنا در خیابان شهرآرا ، جنب اداره پلیس مهاجرت و گذرنامه تهران و نبش کوچه کلیسا واقع شده است.